# 新哈德逊
新哈德逊（英語：New Hudson）是位于美国纽约州阿利根尼县的一个镇，地处阿利根尼县的最西部、奥利安东北。2010年美国人口普查时，该镇有781人。其于1825年建镇时名为海特镇（Haight），1837年改为现名。